# Поддубняк, Владимир Иосифович
Владимир Иосифович Поддубняк (укр. Володимир Йосипович Поддубняк; род. 1949) — украинский учёный, с 1998 года и по 2014 являлся директором Донецкого института железнодорожного транспорта (ДонИЖТ).

## Биография
Родился в 1949 году.
Окончил Харьковский институт радиоэлектроники в 1971 году по специальности «Автоматика и телемеханика».
С 1974 года по 2014 работает в Донецком институте железнодорожного транспорта.
В 1977—1981 годах — аспирант Харьковского института инженеров железнодорожного транспорта.
В 1984 году защитил кандидатскую диссертацию на тему «Автоматизация процесса роспуска вагонов по использованию электродинамических замедлителей-ускорителей» в Ленинградском институте инженеров железнодорожного транспорта по специальности 05.13.07 — «Автоматическое управление и регулирование, управление технологическими процессами (транспорт)».
В 1979 году был избран по конкурсу на должность ассистента кафедры «Электротехника и электрические машины»; в 1980 году — на должность старшего преподавателя кафедры «Транспортная связь»; в 1985 году — на должность доцента кафедры «Транспортная связь» Харьковского института инженеров железнодорожного транспорта. В 1986 году ему присвоено ученое звание — доцент. С 1993 по 1996 годы — заведующий кафедры «Автоматика, телемеханика, связь и вычислительная техника на железнодорожном транспорте», декан дневного отделения.
С 1996 года — после преобразования Харьковского института железнодорожного транспорта в Харьковскую государственную академию железнодорожного транспорта, а Донецкого филиала — в Донецкий институт железнодорожного транспорта — назначен проректором по учебной работе.
С сентября 1998 года — 2014 год ректор Донецкого института железнодорожного транспорта, как избранный по конкурсу.
В 2001 году Владимиру Иосифовичу решением ученого Совета Харьковской государственной академии железнодорожного транспорта присвоено ученое звание профессора.
Поддубняк В. И. имеет около 60 научных и научно-методических трудов, а также 2 авторских свидетельства и 7 патентов на изобретения.
Поддубняк В. И. является главным редактором научного журнала "Збірник наукових праць ДонІЗТ", включенного в перечень ВАК Украины и международные наукометрические базы данных Index Copernicus и Ulrichsweb. 
Избран депутатом Киевского районного в городе Донецк совета.

## Награды и звания
- Награждён Почетными грамотами и Благодарностями «Укрзализныци», Министерства транспорта и связи Украины, Министерства образования и науки Украины, Донецкой областной государственной администрации.
- Также награждён знаками «Почетный железнодорожник», «Железнодорожная слава» II и III степеней, «Почетный работник транспорта Украины».